# Kirchdorf (Baixa Saxônia)
Kirchdorf é um município da Alemanha localizado no distrito de Diepholz, estado da Baixa Saxônia.
É membro e sede do Samtgemeinde de Kirchdorf.